# 遠山秀友
遠山 秀友（とおやま ひでとも)は、美濃苗木藩の第2代藩主。通称は刑部。
苗木藩初代藩主の遠山友政の長男。

## 略歴
慶長14年(1609年)12月2日11月6日苗木城で生まれた。
慶長19年（1614年）、将軍・徳川秀忠に御目見えした。
元和5年（1619年）12月19日に父が死去したため、元和6年（1620年）5月に苗木藩主を嗣いだ。
寛永13年（1636年）、大坂加番を勤めた。
寛永14年（1637年）、江戸城本丸奥の間御普請御手傳を勤めた。
寛永16年（1639年）、美濃郡代の岡田善政が、福岡村から江戸城本丸用材として1万本を伐出した。
寛永17年（1640年）、再び大坂加番を勤めた。
寛永19年（1642年）1月7日、苗木城にて没した。享年34歳。嫡男の遠山友貞が苗木藩主を嗣いだ。
墓所は中津川市苗木の苗木遠山家廟所（明治初期に廃仏毀釈により廃寺となった雲林寺の跡地）。